# Aleurolobus shiiae
Aleurolobus shiiae là một loài côn trùng cánh nửa trong họ Aleyrodidae, phân họ Aleyrodinae.
Aleurolobus shiiae được Takahashi miêu tả khoa học đầu tiên năm 1957.